# Élections législatives de 1978 dans la Vienne
Les élections législatives françaises de 1978 se déroulent les 12 et 19 mars 1978. Dans le département de la Vienne, trois députés sont à élire dans le cadre de trois circonscriptions.

## Élus
| Circonscription | Député sortant                                     | Parti | Parti | Député élu ou réélu | Parti | Parti     |
| --------------- | -------------------------------------------------- | ----- | ----- | ------------------- | ----- | --------- |
| 1re             | René Métayer suppléant de Pierre Vertadier         |       | RPR   | Jacques Santrot     |       | PS        |
| 2e              | Jean-Jacques Fouqueteau suppléant de Pierre Abelin |       | CDS   | Jean-Pierre Abelin  |       | UDF (CDS) |
| 3e              | Arnaud Lepercq suppléant de Claude Peyret          |       | RPR   | Arnaud Lepercq      |       | RPR       |

## Résultats

### Résultats à l'échelle du département
| Parti          | Parti                                 | Premier tour | Premier tour | Second tour | Second tour | Sièges |
| Parti          | Parti                                 | Voix         | %            | Voix        | %           | Sièges |
| -------------- | ------------------------------------- | ------------ | ------------ | ----------- | ----------- | ------ |
|                | Union pour la démocratie française    | 52 831       | 25,64        | 74 203      | 34,72       | 1      |
|                | Rassemblement pour la République      | 44 583       | 21,64        | 33 200      | 15,54       | 1      |
|                | Divers droite                         | 2 444        | 1,19         |             |             | 0      |
|                | Majorité présidentielle               | 99 858       | 48,47        | 107 403     | 50,26       | 2      |
|                |                                       |              |              |             |             |        |
|                | Parti socialiste                      | 59 903       | 29,08        | 106 291     | 49,74       | 1      |
|                | Parti communiste français             | 34 320       | 16,66        | Retrait     | Retrait     | 0      |
|                | Union de la gauche                    | 94 223       | 45,74        | 106 291     | 49,74       | 1      |
|                |                                       |              |              |             |             |        |
|                | Extrême gauche (LO, LCR et UOPDP)     | 5 238        | 2,54         |             |             | 0      |
|                | Parti socialiste unifié               | 1 792        | 0,87         | 0           |             |        |
|                | Parti des forces nouvelles            | 1 452        | 0,70         | 0           |             |        |
|                | Gaullistes d'opposition dont UGP, MDD | 1 405        | 0,68         | 0           |             |        |
|                | Divers                                | 1 273        | 0,62         | 0           |             |        |
|                | Parti radical                         | 771          | 0,37         | 0           |             |        |
|                |                                       |              |              |             |             |        |
| Inscrits       | Inscrits                              | 249 869      | 100,00       | 249 802     | 100,00      | 3      |
| Abstentions    | Abstentions                           | 40 013       | 16,01        | 32 369      | 12,96       |        |
| Votants        | Votants                               | 209 856      | 83,99        | 217 433     | 87,04       |        |
| Blancs et nuls | Blancs et nuls                        | 3 844        | 1,83         | 3 739       | 1,72        |        |
| Exprimés       | Exprimés                              | 206 012      | 98,17        | 213 694     | 98,28       |        |

### Résultats par circonscription

#### Première circonscription (Poitiers)
| Candidat       | Candidat             | Parti              | Premier tour | Premier tour | Second tour | Second tour |  |
| Candidat       | Candidat             | Parti              | Voix         | %            | Voix        | %           |  |
| -------------- | -------------------- | ------------------ | ------------ | ------------ | ----------- | ----------- |  |
|                | Jacques Santrot élu  | PS                 | 27 597       | 33,66        | 44 526      | 52,03       |  |
|                | Jean-Pierre Raffarin | UDF (PR)           | 17 452       | 21,29        | 41 047      | 47,97       |  |
|                | André Fanton         | RPR                | 16 718       | 20,39        | Retrait     | Retrait     |  |
|                | Jean-Jacques Pensec  | PCF                | 10 753       | 13,12        |             |             |  |
|                | René Souchet         | Divers droite (DC) | 2 444        | 2,98         |             |             |  |
|                | Bernard Conseil      | PSU (FA)           | 1 792        | 2,19         |             |             |  |
|                | Guy Allard           | LO                 | 1 115        | 1,36         |             |             |  |
|                | René Mettey          | PSD                | 1 273        | 1,55         |             |             |  |
|                | Régis Roquetanière   | MDD                | 823          | 1            |             |             |  |
|                | Philippe Mazot       | LCR                | 735          | 0,9          |             |             |  |
|                | Francine Vergé       | PFN                | 699          | 0,85         |             |             |  |
|                | Charles Le Bail      | UGP                | 582          | 0,71         |             |             |  |
|                |                      |                    |              |              |             |             |  |
| Inscrits       | Inscrits             | Inscrits           | 100 213      | 100,00       | 100 215     | 100,00      |  |
| Abstentions    | Abstentions          | Abstentions        | 16 851       | 16,82        | 13 137      | 13,11       |  |
| Votants        | Votants              | Votants            | 83 362       | 83,18        | 87 078      | 86,89       |  |
| Blancs et nuls | Blancs et nuls       | Blancs et nuls     | 1 379        | 1,65         | 1 505       | 1,73        |  |
| Exprimés       | Exprimés             | Exprimés           | 81 983       | 98,35        | 85 573      | 98,27       |  |

#### Deuxième circonscription (Châtellerault)
| Candidat       | Candidat               | Parti          | Premier tour | Premier tour | Second tour | Second tour |  |
| Candidat       | Candidat               | Parti          | Voix         | %            | Voix        | %           |  |
| -------------- | ---------------------- | -------------- | ------------ | ------------ | ----------- | ----------- |  |
|                | Jean-Pierre Abelin élu | UDF (CDS)      | 22 959       | 37,77        | 33 156      | 52,11       |  |
|                | Édith Cresson          | PS             | 15 753       | 25,91        | 30 467      | 47,89       |  |
|                | Paul Fromonteil        | PCF            | 10 940       | 18           | Retrait     | Retrait     |  |
|                | Michel Montenay        | RPR            | 8 087        | 13,3         |             |             |  |
|                | Robert Cerisier        | LO             | 1 025        | 1,69         |             |             |  |
|                | Guy Gouiller           | Rad            | 771          | 1,27         |             |             |  |
|                | Jean-Claude Serre      | PFN            | 753          | 1,24         |             |             |  |
|                | G. Guérin              | LCR            | 506          | 0,83         |             |             |  |
|                |                        |                |              |              |             |             |  |
| Inscrits       | Inscrits               | Inscrits       | 74 456       | 100,00       | 74 449      | 100,00      |  |
| Abstentions    | Abstentions            | Abstentions    | 12 095       | 16,24        | 9 773       | 13,13       |  |
| Votants        | Votants                | Votants        | 62 361       | 83,76        | 64 676      | 86,87       |  |
| Blancs et nuls | Blancs et nuls         | Blancs et nuls | 1 567        | 2,51         | 1 053       | 1,63        |  |
| Exprimés       | Exprimés               | Exprimés       | 60 794       | 97,49        | 63 623      | 98,37       |  |

#### Troisième circonscription (Montmorillon)
| Candidat       | Candidat                     | Parti          | Premier tour | Premier tour | Second tour | Second tour |  |
| Candidat       | Candidat                     | Parti          | Voix         | %            | Voix        | %           |  |
| -------------- | ---------------------------- | -------------- | ------------ | ------------ | ----------- | ----------- |  |
|                | Arnaud Lepercq sortant réélu | RPR            | 19 778       | 31,28        | 33 200      | 51,47       |  |
|                | Raoul Cartraud               | PS             | 16 553       | 26,18        | 31 298      | 48,53       |  |
|                | Jean-Pierre David            | PCF            | 12 627       | 19,97        | Retrait     | Retrait     |  |
|                | Jean-Pierre Gilbert          | UDF (PR)       | 12 420       | 19,64        | Retrait     | Retrait     |  |
|                | A. Roullaud                  | LO             | 1 857        | 2,94         |             |             |  |
|                |                              |                |              |              |             |             |  |
| Inscrits       | Inscrits                     | Inscrits       | 75 200       | 100,00       | 75 138      | 100,00      |  |
| Abstentions    | Abstentions                  | Abstentions    | 11 067       | 14,72        | 9 459       | 12,59       |  |
| Votants        | Votants                      | Votants        | 64 133       | 85,28        | 65 679      | 87,41       |  |
| Blancs et nuls | Blancs et nuls               | Blancs et nuls | 898          | 1,4          | 1 181       | 1,8         |  |
| Exprimés       | Exprimés                     | Exprimés       | 63 235       | 98,6         | 64 498      | 98,2        |  |